# Lindö, Furingstads socken
För andra betydelser, se Lindö (olika betydelser).
Lindö är en småort i Furingstads socken i  Norrköpings kommun.  Orten ligger cirka en kilometer söder om Furingstads kyrka.

## Administrativ historik
Orten klassades som en småort vid SCB:s småortsavgränsning 1995, för att år 2000 förlora sin status som småort fram till 2010 års småortsavgränsning då orten hade 51 invånare och återfick klasningen som småort